# Гектор Райт
Гектор Райт (англ. Hector Wright, нар. 8 травня 1969) — ямайський футболіст, що грав на позиції півзахисника, зокрема за клуб «Себа Юнайтед» та національну збірну Ямайки.

## Клубна кар'єра
На клубному рівні захищав кольори ямайського «Себа Юнайтед». 
Відомо, що 1997 року також захищав кольори американського «Лонг-Айленд Раф Райдерс».

## Виступи за збірну
1994 року дебютував в офіційних матчах у складі національної збірної Ямайки.
У складі збірної був учасником трьох розіграшив Золотого кубка КОНКАКАФ: розіграшу Золотого кубка КОНКАКАФ 1991 року, розіграшу Золотого кубка КОНКАКАФ 1993, коли команда здобула бронзові нагороди, а також 2000 року.
Загалом протягом семирічної кар'єри в національній команді провів у її формі 70 матчів, забивши 16 голів.